# جزر نجمي شرقي
جزر نجمي شرقي (الاسم العلمي:Astrodaucus orientalis) هو نوع من النباتات يتبع جنس الجزر النجمي من الفصيلة الخيمية.